# FIBA Europapokal der Pokalsieger
Der Europapokal der Pokalsieger war ein Basketballwettbewerb der zwischen 1966 und 2002 unter Schirmherrschaft der FIBA ausgetragen wurde.
Teilnahmeberechtigt waren die Pokalsieger der nationalen Verbände der Fédération Internationale de Basketball.
Der Europapokal der Pokalsieger galt bei Bestehen als der zweitbedeutendste kontinentale Titel nach dem Europapokal der Landesmeister und vor dem Korać-Cup.
Nachdem die ULEB im Jahr 2002 den Eurocup einführte, stellte die FIBA den Europapokal der Pokalsieger ein.

## Geschichte

### 1966 bis 1991 (Europapokal der Pokalsieger)
Als die FIBA im Jahre 1958 einen Europapokal für die Meister der jeweiligen europäischen Ligen einführte und sich dieser großer Beliebtheit bei den Klubs erfreute, wurde seitens anderer Vereine, die sportlich nicht die Möglichkeit hatten sich für den Landesmeisterpokal zu qualifizieren, schnell der Wunsch nach einem weiteren kontinentalen Wettbewerb geäußert.
Die FIBA reagierte auf die Nachfragen zuerst zurückhaltend, da sie sich als Vertreter der Verbände und nicht der Klubs fühlte. Im Jahre 1966 wurde der Wunsch der Vereine schließlich erfüllt und der Europapokal der Pokalsieger feierte in der Saison 1966/67 seine Premiere. Fortan traten in diesem Wettbewerb die Pokalsieger der jeweiligen europäischen Pokalwettbewerbe gegeneinander an.
Dominiert wurde das Turnier anfangs von italienischen, jugoslawischen und sowjetischen Teams. 11 der ersten 17 ausgetragenen Spielzeiten wurden von italienischen Mannschaften gewonnen, darunter ging der Pokal alleine viermal an Pallacanestro Cantù und dreimal an Olimpia Milano, die beide damals unter Sponsorennamen antraten. In den 1980ern sorgten Real Madrid und der FC Barcelona für eine spanische Dominanz.

### 1991 bis 1996 (Europacup)
Ab der Saison 1991/92 nahmen auch Nicht-Pokalsieger am Wettbewerb teil. Teilnahmeberechtigt zu Anfang der Spielzeit waren zwar weiterhin nur Pokalsieger der jeweiligen europäischen Pokalwettbewerbe, jedoch durften Klubs die in der ersten Runde des FIBA European Championship ausschieden, ebenfalls am Wettbewerb teilnehmen, der aus diesem Grund in Europacup umbenannt wurde. In dieser Epoche beherrschten spanische und griechische Teams das Turnier.

### 1996 bis 1998 (Eurocup)
Eine weitere Änderung des Wettbewerbs erfolgte zur Saison 1996/97, als die FIBA – die das Turnier in Eurocup umbenannte – zwei oder mehr Klubs pro Nation zuließ.

### 1998 bis 2002 (Saporta-Cup)
Zu Ehren von Raimundo Saporta, der einer der Hauptverantwortlichen für die Gründung der spanischen Basketball-Liga und des Europapokal der Landesmeister war, und im Jahre 1997 verstarb, benannte die FIBA den Eurocup zur Saison 1998/99 in Saporta-Cup um.
Nachdem bereits in der Saison 2000/01 mehrere europäische Spitzenvereine lieber an Wettbewerben der ULEB teilnahmen, als an denen der FIBA, gab die FIBA nach der Suproleague auch den Saporta-Cup auf. Seither hat der ULEB Eurocup die Stellung als zweitwichtigster Europapokal im Basketball eingenommen.

## Bedeutung
Von der Gründung bis zur Einstellung war das Turnier hinter dem Europapokal der Landesmeister und vor dem Korać-Cup das zweitbedeutendste auf europäischer Ebene. Es verlor kurz vor der Einstellung jedoch an Bedeutung, da FIBA und ULEB jeweils einen Europapokal (Suproleague und Euroleague) austrugen.

## Endspiele

### 1966–1991: Europapokal der Pokalsieger
| Saison  | Austragungsort    | Meister                | Finalist                | Resultat      |
| ------- | ----------------- | ---------------------- | ----------------------- | ------------- |
| 1966/67 | Varese/Tel Aviv   | Ignis Varese           | Maccabi Tel Aviv        | 77:67 & 68:67 |
| 1967/68 | Athen             | AEK Athen              | Slavia Prag             | 89:82         |
| 1968/69 | Wien              | Slavia Prag            | BK Dinamo Tiflis        | 80:74         |
| 1969/70 | Lyon/Neapel       | Fides Partenope Napoli | Jeanne d’Arc Vichy      | 60:64 & 87:65 |
| 1970/71 | Leningrad/Mailand | Simmenthal Milan       | Spartak Leningrad       | 56:66 & 71:52 |
| 1971/72 | Thessaloniki      | Simmenthal Milan       | KK Roter Stern Belgrad  | 74:70         |
| 1972/73 | Thessaloniki      | Spartak Leningrad      | Jugoplastika Split      | 77:62         |
| 1973/74 | Udine             | KK Roter Stern Belgrad | Spartak Brno            | 86:75         |
| 1974/75 | Nantes            | Spartak Leningrad      | KK Roter Stern Belgrad  | 63:62         |
| 1975/76 | Turin             | Cinzano Milan          | ASPO Tours              | 88:83         |
| 1976/77 | Palma             | Birra Forst Cantù      | KK Radnički             | 87:86         |
| 1977/78 | Mailand           | Gabetti Cantù          | Synudine Bologna        | 84:82         |
| 1978/79 | Poreč             | Gabetti Cantù          | EBBC Den Bosch          | 83:73         |
| 1979/80 | Mailand           | Emerson Varese         | Gabetti Cantù           | 90:88         |
| 1980/81 | Rom               | Squibb Cantù           | FC Barcelona            | 86:82         |
| 1981/82 | Brüssel           | Cibona Zagreb          | Real Madrid             | 96:95         |
| 1982/83 | Palma             | Scavolini Pésaro       | ASVEL Lyon-Villeurbanne | 111:99        |
| 1983/84 | Ostende           | Real Madrid            | Simac Milan             | 82:81         |
| 1984/85 | Grenoble          | FC Barcelona           | Žalgiris Kaunas         | 77:73         |
| 1985/86 | Caserta           | FC Barcelona           | Scavolini Pesaro        | 101:86        |
| 1986/87 | Novi Sad          | Cibona Zagreb          | Scavolini Pesaro        | 89:74         |
| 1987/88 | Grenoble          | CSP Limoges            | Joventut de Badalona    | 96:89         |
| 1988/89 | Athen             | Real Madrid            | Snaidero Caserta        | 117:113       |
| 1989/90 | Florenz           | Knorr Bologna          | Real Madrid             | 79:74         |
| 1990/91 | Genf              | PAOK Saloniki          | CAI Zaragoza            | 76:72         |

### 1991–1996: Europacup
| Saison  | Austragungsort | Meister            | Finalist             | Resultat |
| ------- | -------------- | ------------------ | -------------------- | -------- |
| 1991/92 | Nantes         | Real Madrid        | PAOK Saloniki        | 65:63    |
| 1992/93 | Turin          | Aris Thessaloniki  | Efes Pilsen Istanbul | 50:48    |
| 1993/94 | Lausanne       | Olimpija Ljubljana | Taugrés Vitoria      | 91:81    |
| 1994/95 | Istanbul       | Benetton Treviso   | Taugrés Vitoria      | 94:86    |
| 1995/96 | Vitoria        | Taugrés Vitoria    | PAOK Saloniki        | 88:81    |

### 1996–1998: Eurocup
| Saison  | Austragungsort | Meister         | Finalist       | Resultat |
| ------- | -------------- | --------------- | -------------- | -------- |
| 1996/97 | Nikosia        | Real Madrid     | Mash Verona    | 78:64    |
| 1997/98 | Belgrad        | Žalgiris Kaunas | Stefanel Milan | 82:67    |

### 1998–2002: Saporta-Cup
| Saison  | Austragungsort | Meister           | Finalist        | Resultat |
| ------- | -------------- | ----------------- | --------------- | -------- |
| 1998/99 | Saragossa      | Benetton Treviso  | Pamesa Valencia | 64:60    |
| 1999/00 | Lausanne       | AEK Athen         | Kinder Bologna  | 83:76    |
| 2000/01 | Warschau       | Marousi Athen     | Elan Chalon     | 74:72    |
| 2001/02 | Lyon           | Montepaschi Siena | Pamesa Valencia | 81:71    |

## Statistiken
| Rang | Klub                        | Titel | Finale |
| ---- | --------------------------- | ----- | ------ |
| 1    | Real Madrid                 | 4     | 6      |
| 2    | Pallacanestro Cantù         | 4     | 5      |
| 3    | Olimpia Milano              | 3     | 5      |
| 4    | BK Spartak Sankt Petersburg | 2     | 3      |
| 4    | FC Barcelona                | 2     | 3      |
| 6    | AEK Athen                   | 2     | 2      |
| 6    | Pallacanestro Treviso       | 2     | 2      |
| 6    | Pallacanestro Varese        | 2     | 2      |
| 6    | KK Cibona Zagreb            | 2     | 2      |
| 10   | Saski Baskonia              | 1     | 3      |
| 10   | KK Roter Stern Belgrad      | 1     | 3      |
| 10   | Virtus Bologna              | 1     | 3      |
| 10   | Victoria Libertas Pesaro    | 1     | 3      |
| 10   | PAOK Thessaloniki           | 1     | 3      |
| 15   | Žalgiris Kaunas             | 1     | 2      |
| 15   | USK Prag                    | 1     | 2      |
| 17   | Limoges CSP                 | 1     | 1      |
| 17   | GS Marousi                  | 1     | 1      |
| 17   | Partenope Napoli            | 1     | 1      |
| 17   | KK Union Olimpija           | 1     | 1      |
| 17   | Mens Sana Basket Siena      | 1     | 1      |
| 17   | Aris Thessaloniki           | 1     | 1      |
| 23   | Valencia Basket Club        | 0     | 2      |
| 24   | 15 weitere Vereine          | 0     | 1      |

| Rang | Land         | Titel | Finale |
| ---- | ------------ | ----- | ------ |
| 1    | Italien      | 15    | 24     |
| 2    | Spanien      | 7     | 16     |
| 3    | Griechenland | 5     | 7      |
| 4    | Russland 1   | 2     | 3      |
| 5    | Kroatien 2   | 2     | 3      |
| 6    | Frankreich   | 1     | 5      |
| 7    | Serbien 3    | 1     | 4      |
| 8    | Tschechien 4 | 1     | 3      |
| 9    | Litauen 5    | 1     | 2      |
| 10   | Slowenien    | 1     | 1      |
| 11   | Georgien 6   | 0     | 1      |
| 11   | Israel       | 0     | 1      |
| 11   | Niederlande  | 0     | 1      |
| 11   | Türkei       | 0     | 1      |